# Équipe de Yougoslavie de football au Championnat d'Europe 1984
L'équipe de Yougoslavie de football participe à sa 4e phase finale du championnat d'Europe lors de l'édition 1984 qui se tient en France du 12 juin 1984 au 27 juin 1984.
Les Yougoslaves terminent derniers du groupe 1 avec trois défaites en trois rencontres.

## Phase qualificative
La phase qualificative est composée de quatre groupes de cinq nations et trois groupes de quatre nations. Les sept vainqueurs de poule se qualifient pour l'Euro 1984 et ils accompagnent la France, qualifiée d'office en tant que pays organisateur. La Yougoslavie remporte le groupe 4.
| Rang | Équipe         | Pts | J | G | N | P | Bp | Bc | Diff |  | Résultats (▼ dom., ► ext.) |     |     |     |     |
| ---- | -------------- | --- | - | - | - | - | -- | -- | ---- |  | -------------------------- | --- | --- | --- | --- |
| 1    | Yougoslavie    | 8   | 6 | 3 | 2 | 1 | 12 | 11 | +1   |  | Yougoslavie                |     | 4-4 | 3-2 | 2-1 |
| 2    | Pays de Galles | 7   | 6 | 2 | 3 | 1 | 7  | 6  | +1   |  | Pays de Galles             | 1-1 |     | 1-0 | 1-0 |
| 3    | Bulgarie       | 5   | 6 | 2 | 1 | 3 | 7  | 8  | -1   |  | Bulgarie                   | 0-1 | 1-0 |     | 2-2 |
| 4    | Norvège        | 4   | 6 | 1 | 2 | 3 | 7  | 8  | -1   |  | Norvège                    | 3-1 | 0-0 | 1-2 |     |

## Phase finale

### Groupe 1
| Groupe 1 |             |     |   |   |   |   |    |    |      |
|          | Équipe      | Pts | J | G | N | P | BP | BC | Diff |
| 1        | France      | 6   | 3 | 3 | 0 | 0 | 9  | 2  | +7   |
| 2        | Danemark    | 4   | 3 | 2 | 0 | 1 | 8  | 3  | +5   |
| 3        | Belgique    | 2   | 3 | 1 | 0 | 2 | 4  | 8  | -4   |
| 4        | Yougoslavie | 0   | 3 | 0 | 0 | 3 | 2  | 10 | -8   |

| 12 juin | France   | 1 | 0 | Danemark    |
| 13 juin | Belgique | 2 | 0 | Yougoslavie |
| 16 juin | France   | 5 | 0 | Belgique    |
| 16 juin | Danemark | 5 | 0 | Yougoslavie |
| 19 juin | France   | 3 | 2 | Yougoslavie |
| 19 juin | Danemark | 3 | 2 | Belgique    |

| 13 juin 1984                      | Belgique                   | 2 – 0 | Yougoslavie | Stade Félix-Bollaert, Lens                        |                                                   |
| 20:30 · Historique des rencontres | Vandenbergh 28e · Grün 45e |       |             | Spectateurs : 40 000 Arbitrage : Erik Fredriksson | Spectateurs : 40 000 Arbitrage : Erik Fredriksson |
| 20:30 · Historique des rencontres | (Rapport)                  |       |             | Spectateurs : 40 000 Arbitrage : Erik Fredriksson | Spectateurs : 40 000 Arbitrage : Erik Fredriksson |

| 16 juin 1984                      | Danemark                                                                   | 5 – 0 | Yougoslavie | Stade Gerland, Lyon                                    |                                                        |
| 20:30 · Historique des rencontres | Arnesen 8e, 69e (pen.) · Berggreen 16e · Elkjær Larsen 82e · Lauridsen 84e |       |             | Spectateurs : 34 745 Arbitrage : Augusto Lamo Castillo | Spectateurs : 34 745 Arbitrage : Augusto Lamo Castillo |
| 20:30 · Historique des rencontres | (Rapport)                                                                  |       |             | Spectateurs : 34 745 Arbitrage : Augusto Lamo Castillo | Spectateurs : 34 745 Arbitrage : Augusto Lamo Castillo |

| 19 juin 1984                      | France                | 3 – 2 | Yougoslavie                       | Stade Geoffroy-Guichard, Saint-Étienne       |                                              |
| 20:30 · Historique des rencontres | Platini 59e, 62e, 77e |       | Sestic 32e · Stojkovic 83e (pen.) | Spectateurs : 45 789 Arbitrage : André Daina | Spectateurs : 45 789 Arbitrage : André Daina |
| 20:30 · Historique des rencontres | (Rapport)             |       |                                   | Spectateurs : 45 789 Arbitrage : André Daina | Spectateurs : 45 789 Arbitrage : André Daina |

## Effectif
Sélectionneur : Todor Veselinović
| No. | Pos.      | Joueur             | Date de naissance et âge | Sélec. | Club                     |
| --- | --------- | ------------------ | ------------------------ | ------ | ------------------------ |
| 1   | Gardien   | Zoran Simović      | 2 novembre 1954          |        | Hajduk Split             |
| 2   | Défenseur | Nenad Stojković    | 26 mai 1957              |        | Partizan Belgrade        |
| 3   | Défenseur | Mirsad Baljić      | 4 mars 1962              |        | Željezničar Sarajevo     |
| 4   | Défenseur | Srečko Katanec     | 16 juillet 1963          |        | Olimpija Ljubljana       |
| 5   | Défenseur | Velimir Zajec      | 12 février 1956          |        | Dinamo Zagreb            |
| 6   | Défenseur | Ljubomir Radanović | 21 juillet 1960          |        | Partizan Belgrade        |
| 7   | Milieu    | Miloš Šestić       | 8 août 1958              |        | Étoile rouge de Belgrade |
| 8   | Milieu    | Ivan Gudelj        | 21 septembre 1960        |        | Hajduk Split             |
| 9   | Milieu    | Safet Sušić        | 13 avril 1955            |        | Paris Saint-Germain      |
| 10  | Milieu    | Mehmed Baždarević  | 20 septembre 1960        |        | Željezničar Sarajevo     |
| 11  | Attaquant | Zlatko Vujović     | 26 août 1958             |        | Hajduk Split             |
| 12  | Gardien   | Tomislav Ivković   | 11 août 1958             |        | Étoile rouge de Belgrade |
| 13  | Défenseur | Faruk Hadžibegić   | 7 octobre 1957           |        | FK Sarajevo              |
| 14  | Défenseur | Marko Elsner       | 11 avril 1960            |        | Étoile rouge de Belgrade |
| 15  | Défenseur | Branko Miljuš      | 17 août 1961             |        | Hajduk Split             |
| 16  | Milieu    | Dragan Stojković   | 3 mars 1965              |        | Radnički Niš             |
| 17  | Attaquant | Josip Čop          | 14 octobre 1954          |        | Hajduk Split             |
| 18  | Attaquant | Stjepan Deverić    | 20 août 1961             |        | Dinamo Zagreb            |
| 19  | Attaquant | Sulejman Halilović | 14 novembre 1955         |        | Dinamo Vinkovci          |
| 20  | Milieu    | Borislav Cvetković | 30 septembre 1962        |        | Dinamo Zagreb            |

## Navigation